# Natação nos Jogos Pan-Americanos de 2015 - 100 m costas masculino
As competições dos 100 metros costas masculino da natação nos Jogos Pan-Americanos de 2015 foram realizadas em 17 de julho no Centro Aquático CIBC Pan e Parapan-Americano, em Toronto.

## Calendário
Horário local (UTC-4).
| Data        | Horário | Fase          |
| ----------- | ------- | ------------- |
| 17 de julho | 10:18   | Eliminatórias |
| 17 de julho | 19:18   | Final B       |
| 17 de julho | 19:24   | Final A       |

## Medalhistas
| Ouro   | USA Nick Thoman     |
| Prata  | BRA Guilherme Guido |
| Bronze | USA Eugene Godsoe   |

## Recordes
Antes desta competição, os recordes mundiais e pan-americanos da prova eram os seguintes:
| Tipo                             | Atleta            | Tempo | Local          | Data                |
| -------------------------------- | ----------------- | ----- | -------------- | ------------------- |
|                                  | USA Aaron Peirsol | 51s94 | Indianápolis   | 8 de julho de 2009  |
| Recorde dos Jogos Pan-Americanos | USA Randall Bal   | 53s66 | Rio de Janeiro | 22 de julho de 2007 |

## Resultados

### Eliminatórias
A eliminatória foi realizada em 17 de julho. 
| Pos. | Bateria | Raia | Nadador             | Nacionalidade                | Tempo   | Notas |
| ---- | ------- | ---- | ------------------- | ---------------------------- | ------- | ----- |
| 1    | 2       | 4    | Guilherme Guido     | BRA Brasil                   | 54.04   | QA    |
| 2    | 3       | 4    | Nick Thoman         | USA Estados Unidos           | 54.35   | QA    |
| 3    | 2       | 5    | Eugene Godsoe       | USA Estados Unidos           | 54.38   | QA    |
| 4    | 1       | 4    | Russell Wood        | CAN Canadá                   | 54.55   | QA    |
| 5    | 1       | 5    | Federico Grabich    | ARG Argentina                | 54.87   | QA    |
| 6    | 2       | 3    | Omar Pinzón         | COL Colômbia                 | 54.94   | QA    |
| 7    | 1       | 3    | Albert Subirats     | VEN Venezuela                | 55.24   | QA    |
| 8    | 3       | 3    | Markus Thormeyer    | CAN Canadá                   | 55.26   | QA    |
| 9    | 3       | 6    | Armando Barrera     | CUB Cuba                     | 56.14   | QB    |
| 10   | 3       | 2    | Charles Hockin      | PAR Paraguai                 | 56.56   | QB    |
| 11   | 1       | 6    | Robinson Molina     | VEN Venezuela                | 57.08   | QB    |
| 12   | 1       | 2    | Luis Martínez       | GUA Guatemala                | 57.22   | QB    |
| 13   | 2       | 6    | Daniel Torres       | MEX México                   | 57.38   | QB    |
| 14   | 3       | 7    | Timothy Winter      | JAM Jamaica                  | 57.86   | QB    |
| 15   | 2       | 2    | Christopher Courtis | BAR Barbados                 | 58.15   | QB    |
| 16   | 1       | 7    | Matthew Mays        | ISV Ilhas Virgens Americanas | 59.15   | QB    |
| 17   | 2       | 7    | Jordan Augier       | LCA Santa Lúcia              | 99.99 ! | DNS   |
| 17   | 3       | 5    | Thiago Pereira      | BRA Brasil                   | 99.99 ! | DNS   |

### Final B
A final B foi realizada em 17 de julho. 
| Pos. | Raia | Nadador             | Nacionalidade                | Tempo | Notas |
| ---- | ---- | ------------------- | ---------------------------- | ----- | ----- |
| 9    | 4    | Armando Barrera     | CUB Cuba                     | 56.14 |       |
| 10   | 2    | Daniel Torres       | MEX México                   | 56.91 |       |
| 11   | 5    | Charles Hockin      | PAR Paraguai                 | 57.25 |       |
| 12   | 6    | Luis Martínez       | GUA Guatemala                | 57.30 |       |
| 13   | 7    | Timothy Winter      | JAM Jamaica                  | 57.47 |       |
| 14   | 3    | Robinson Molina     | VEN Venezuela                | 57.92 |       |
| 15   | 1    | Christopher Courtis | BAR Barbados                 | 57.93 |       |
| 16   | 8    | Matthew Mays        | ISV Ilhas Virgens Americanas | 59.14 |       |

### Final A
A final A foi realizada em 17 de julho. 
| Pos.              | Raia | Nadador          | Nacionalidade      | Tempo | Notas                            |
| ----------------- | ---- | ---------------- | ------------------ | ----- | -------------------------------- |
| Medalha de ouro   | 5    | Nick Thoman      | USA Estados Unidos | 53.20 | Recorde dos Jogos Pan-Americanos |
| Medalha de prata  | 4    | Guilherme Guido  | BRA Brasil         | 53.35 |                                  |
| Medalha de bronze | 3    | Eugene Godsoe    | USA Estados Unidos | 53.96 |                                  |
| 4                 | 6    | Russell Wood     | CAN Canadá         | 54.30 |                                  |
| 5                 | 2    | Federico Grabich | ARG Argentina      | 54.61 |                                  |
| 6                 | 7    | Omar Pinzón      | COL Colômbia       | 55.22 |                                  |
| 7                 | 8    | Markus Thormeyer | CAN Canadá         | 55.52 |                                  |
| 8                 | 1    | Albert Subirats  | VEN Venezuela      | 56.09 |                                  |

Legenda
| Recorde mundial                  | Recorde mundial (World record)               |                       | Recorde africano                      | Recorde africano (African) |                                           | Q | Classificado por posição (Qualified) |
| Recorde dos Jogos Pan-Americanos | Recorde pan-americano (Pan-American record)  | Recorde da América    | Recorde da América (Americas)         | q                          | Classificado por melhor tempo (Qualified) |   |                                      |
| Melhor marca do ano              | Melhor marca do ano (World leading)          | Recorde asiático      | Recorde asiático (Asian)              | DNS                        | Não largou (Did not start)                |   |                                      |
| Recorde nacional                 | Recorde nacional (National record)           | Recorde europeu       | Recorde europeu (European)            | DNF                        | Não terminou (Did not finish)             |   |                                      |
| Recorde pessoal                  | Recorde pessoal do atleta (Personal best)    | Recorde da Oceania    | Recorde da Oceania (Oceania)          | DSQ / DQ                   | Desclassificado (Disqualified)            |   |                                      |
| Recorde da temporada             | Recorde da temporada do atleta (Season best) | Recorde sul-americano | Recorde sul-americano (South America) | NM                         | Sem marca (No mark)                       |   |                                      |